# 石井氏
石井氏（いしいし）は日本の氏族。

## 清和源氏義光流 石井氏
本姓を源氏（清和源氏）とする一族に石井氏がある。家系は清和源氏で新羅三郎義光の次男 実光が伊豆国に住み、石井次郎を称する。甲斐国、伊豆両国に石井氏ありという。
```
系譜 [[源義光|新羅三郎義光]] - 石井次郎実光 - 新田判官代義隆([[新田義重]]の養子となる) - 義業
```

## 「寛政重修諸家譜」に記載されている幕臣の石井氏
寛政重修諸家譜に未勘源氏として石井定次及び石井政長の二氏が記載されている。石井定次は延宝八年、五代将軍徳川綱吉に仕え、勘定方を務めている。家紋は「丸に二引龍」。石井政長は八代将軍吉宗に仕え小普請方目付役の後、植木奉行を務めている。家紋は「丸に橘」、「法螺貝」。

## 桓武平氏流 石井氏

### 三浦氏系統
本姓を平氏（桓武平氏）とする一族に石井氏がある。家系は桓武平氏三浦氏の分流である。安房国の里見義康に仕えた武将として石井重宗の名が見える。ただし安房国の石井氏の発祥は平群郡石井郷にあるとされる。元和元年、重宗の子重家は徳川秀忠に仕えてお馬方となる。以後子孫は代々徳川氏の家臣となり、系譜が『寛政重修諸家譜』に収録されている。家紋は「丸に三つ引」、「五三の桐」の使用がある。
```
系譜 重宗(出羽守、[[里見氏]]家臣) - 重家([[徳川秀忠]]家臣) - 茂吉 - 利久 - 利勝 - 正廣 - 正峯 - 正方 - 正豊 -正幸
```

### 美作国桓武平氏流石井氏
孫四郎衛門正利（越中次郎盛嗣の七世の孫）は流浪して永和3年に美作国に来て、大井地方に居住した。正利の子である正義の裔が石井を称して以後、子孫は石井氏を名乗る。

### 関氏の系統
伊勢国鈴鹿郡石井の出で、代々伊勢に住む。伊勢関氏一族の系図に「安芸守盛光 - 豊前守盛重 - 左近将監盛治 - 五郎大夫盛経（石井氏の祖なり）」と載せてある。その後裔は国司北畠家に仕え後に尾張藩藩士になったという。
```
系譜 平清盛 - 小松内大臣重盛 - 右近衛中将資盛 - 盛国 - 実忠 - 盛忠 - 盛泰 - 盛光 - 盛重 - 盛治 - 盛経(石井氏祖)
```

## 中原氏流 石井氏
近江国の石井氏は本姓を中原朝臣とする井口氏の流れ。『江州中原氏系図』に井口堯経の子として石井入道是経の名が見える。

## 越智氏流 石井氏
伊予国の石井氏は、本姓を越智宿禰とする、河野氏の21代・河野通清の四男・石井通員から始まる流れ。

## 宇多源氏流 石井氏
宇多源氏系の近江源氏佐々木氏の一門に井口氏あり。前項の中原氏流石井氏と関連あるか？。

## 武蔵国の石井氏

### 源氏系統
葛飾郡谷中村に源朝臣（未勘源氏）の石井氏があり、「先祖石井惣衛門源政同、幸房村と同時にを本村を開発す」との記録がある。
南葛飾、鹿本村の鹿骨（現在の東京都江戸川区東部）に、鎌倉時代に鎌倉より移住した石井氏34戸の記録がある。家紋は「重ね鷹の羽」。なお、鹿骨鹿島神社の由緒に「鹿骨村の鎮守で、明治維新までは五社神明社とか五社神社とよばれていた。これは本村の草分けとなった石井長勝、田島、中代、牧野、別系の石井姓の5氏が本村に住み着いた時にそれぞれが奉祀していた氏神を合祀したところからそう名付けた」と、記されている。

### 平氏系統
また、平姓石井氏は多摩郡大蔵（現在の東京都世田谷区南西部）にあるという。石井内匠頭兼実は吉良氏に属するといい、他所より移るという。また、後北条氏に仕える者もあり、北条家臣の名として石井善左衛門という人物が見える。
『新編武蔵風土記稿』によれば、橘樹郡宮内村（川崎市）東樹院の中興開基という石井源左衛門は、下野国（現・栃木県）から宮内村の隣村である小杉村に移住したという。天正4年（1576年）から子孫は宮内村に住み、江戸時代宮内村の名主は石井家が世襲した。出自について、太田亮は生国から宇都宮流かとの見方も示しているが、東樹院多聞寺の由来に、「室町時代の長禄2年（1458年）武蔵国の豪族、平氏の流れである石井源左衛門が毘沙門の社があるのを見て、ここを霊地と定め御堂を再建し、石井一族の墳地としたのが始まり」とあり、平氏とされているようである。
その一方、常陸国にも平姓石井氏があり、上記の安房石井氏の関連性は不明であるが、三浦氏流和田氏の系統で、著名人に石井昭為が出ており、佐竹氏に仕えた。

### 他の系統
また、足立郡川田谷村の三ツ木城は石井丹波守を城主とするという。また、同郡島村の氷川神社神主家として石井の姓が見える。この一族として石井左衛門次郎国恒の名が見える。家紋は「木瓜」、「丸に桔梗」が用いられる。

## 常陸国の石井氏
常陸国の石井氏は新治郡石井邑（現在は茨城郡に属する）より起こるという。佐竹氏の家臣としても見え、この家系を笠間の藤原と載せる。笠間氏は藤原朝臣宇都宮氏の傍流であり、同国の石井氏はこの流れか。明徳2年（1391年）の熊野大社への参詣願文として笠間の住人として石井国守の名が見える。
この他、佐竹家臣として源姓石井氏、平姓石井氏が見える。

### 尊王志士・義民として行動した石井姓の人物
- 石井金四郎 - 水戸藩郡吏。諱は信敏。文久元年（1861年）5月28日、東禅寺事件実行に加わり、同寺英国公使館を襲い、一時逃れ自刃を図るも捕えられ、翌29日、伝馬牢で死す。享年31。東京都荒川区南千住の回向院及び水戸市祇園寺に墓。正五位を贈位される。靖国神社合祀[7]。
- 石井倉之介 - 常陸国の百姓。天狗党の乱に加わり転戦。元治元年（1864年）11月15日、上野国甘楽郡で佐貫藩兵に銃殺される[8]。
- 石井幸吉 - 行方郡延方村の百姓。天狗党に加わり、捕らわれる。慶応元年（1865年）3月5日、長岡原で斬首される。靖国神社合祀[9]。
- 石井佐介 - 石田氏とも。筑波の人。天狗党に加わり、捕らわれる。元治元年（1864年）9月23日、下館藩で斬首。享年52。靖国神社合祀[10]。
- 石井太一郎 - 久慈郡家和楽村の里正。諱は義美。元治元年（1864年）9月9日、享年32。靖国神社合祀[11]。
- 石井友次郎 - 文次郎とも。多賀郡金沢村の百姓。元治元年（1864年）9月9日、久慈郡島村にて討ち死に。享年31。靖国神社合祀[11]。
- 石井淳太郎 - 多賀郡滑川村、六所神社祠官。安政年間（1854年 - 1860年）に国事に奔走し、那珂湊、介川村に戦い捕えられる。慶応3年（1867年）5月24日、獄死する。享年25。靖国神社合祀[12]。
- 石井四郎兵衛 - 茨城郡佐才新田の百姓。諱は厚忠。天狗党に加わり、捕えられ、慶応2年11月18日、獄死する。享年42（47とも）。靖国神社合祀[13]。
- 石井宗悦 - 水戸藩中奥坊主。諱は光定。天狗党に加わり、慶応元年（1865年）閏5月、水戸藩で獄死。享年28。靖国神社合祀[13]。
- 石井総介 - 常陸国行方郡潮来村の百姓。天狗党に加わり西上。慶応元年（1865年）2月16日、越前国敦賀で斬首。享年27。靖国神社合祀[14]。
- 石井友三郎 - 側筒同心組（調練方同心とも）手代格。諱は要直。天狗党に加わり、捕えられ、慶応2年（1866年）1月28日、上総国一宮藩にて獄死。享年28。靖国神社合祀[15]。
- 石井弥吉 - 茨城郡上戸村の百姓。帰郷後、下獄。慶応元年（1865年）4月30日、死すという（獄死ともいう）。享年18。靖国神社合祀[15]。

## 陸奥国の石井氏
磐城地方の石井氏については、同国東白河郡に石井邑があることから何らか関連あるか？。
岩代の石井氏として平姓の石井丹波守盛秀の名がある。また、佐竹氏が支配する陸奥国南郷領の知行充当を記録した、文禄4年（1595年）8月28日付けの「高野郡関係知行充行奉書目録」には堤、手沢にそれぞれ25貫ずつ50貫を給された武将として石井丹波なる人物名が見えるが、同一人物か。また、同姓の石井宮内少輔も“いかう”なる地に40貫を給されたという

## その他
越後国蒲原郡佐取村、信濃国小県郡、伊勢国鈴鹿郡など東国諸国の他、播磨国、安芸国、筑後国に石井氏の名が見える。